# Arsinoë II
Arsinoë II (316 - 270 of 268 v.Chr.), was koningin van Thracië, en later medeheerser met haar broer Ptolemaeus II Philadelphus over Egypte.
Arsinoë II was de oudste dochter van Ptolemaeus I Soter. Op 15-jarige leeftijd werd ze door haar vader uitgehuwelijkt aan koning Lysimachus van Thracië, net als haar vader een oud-legerleider van Alexander de Grote, die toen al 60 jaar oud was. Met hem kreeg ze drie zonen. Na zijn dood in de Slag bij Corupedium (281 v. Chr) in Lydië vluchtte ze naar Cassandrea en trouwde daar haar halfbroer Ptolemaeus Keraunos. Dit bleek een grote vergissing te zijn. Ptolemaeus Keraunos doodde twee van haar zonen; de derde wist te ontkomen. Ook Arsinoë vluchtte, dit keer naar Alexandrië in Egypte.
In Egypte had ze de hand in de verbanning van Arsinoë I, de vrouw van haar broer Ptolemaeus II die zij vervolgens huwde. Arsinoë had veel invloed op hem en deelde in zijn macht. Ze kreeg zelfs steden naar haar vernoemd. Na haar dood bleef Ptolemaeus II haar naam in officiële documenten noemen, en bleef haar afbeelding op munten slaan, zo haar cultus levend houdend.